# Miyako (langue)
Pour les articles homonymes, voir Miyako.
Le miyako est une langue japonique parlée au Japon, dans le sud de la préfecture d'Okinawa, sur les îles Miyako : Miyako, Ōgami, Ikema, Kurima, Irabu, Tarama et Minna. Il comprend les dialectes suivants : miyako-jima (hirara, ogami), irabu-jima, tarama-minna. Il fait partie de la branche sud des langues ryukyu.